# François Xavier Ley

Francois Xavier Ley, 1911

François Xavier Ley (* 3. April 1863 in Rappoltsweiler; † 14. Oktober 1941 ebenda) war ein elsässischer Metzgermeister und Mitglied der ersten Kammer des Landtags des Reichslandes Elsaß-Lothringen.
Francois Xavier Ley, der katholischer Konfession war, war der Sohn des Metzgers Sébastien Ley und dessen Frau Marie Claire geborene Beck. Er heiratete am 28. April 1891 in Sennheim Marie Louise Aurélie geborene Hipp (* 21. Oktober 1865 in Oberburnhaupt; † 22. Juli 1942 in Ribeauvillé). Aus der Ehe gingen vier Kinder hervor.
Er besuchte die Schulen in Rappoltsweiler und St-Dié. Er machte eine Metzgerlehre und verbrachte die Wanderjahre in Deutschland, Frankreich und der Schweiz, bevor er 1891 den väterlichen Betrieb in Rappoltsweiler übernahm.
Ab 1903 war er Mitglied des Bezirkstages Ober-Elsaß, von 1910 bis 1911 des Landesausschusses. 1902 wurde er Beigeordneter in Rappoltsweiler und 1906 Ergänzungsrichter. Er engagierte sich seit 1905 in der Handwerkskammer Colmar und wurde von dieser 1911 als Mitglied der ersten Kammer des Landtags des Reichslandes Elsaß-Lothringen gewählt. Er war Mitglied der Zentrumspartei.
1897 wurde er Kommandant der Feuerwehr in Rappoltsweiler. 1891 wurde er Gründungsmitglied und Vizepräsident des Feuerwehrverbandes Elsaß-Lothringen. Ab 1909 führte er diesen Verband als Präsident. Am 9. April 1919 wurde er von den neuen französischen Behörden zum Inspecteur général des services d´incendie en Alsace et Lorraine (Generalinspekteur der Feuerwehr in Elsass und Lothringen) ernannt. Nach der Abschaffung der gemeinsamen Verwaltung beider deutschsprachiger Landesteile 1924 wurde er Feuerwehrinspekteur im Département Haut-Rhin. 1928 wurde er Vizepräsident der Fédération nationale des sapeurs-pomiers, also des nationalen französischen Feuerwehrverbandes.

## Ehrungen
- Rettungsmedaille (1899)
- Ritter der Ehrenlegion (1921)